# Municipio de Villa Victoria
El municipio de Villa Victoria es uno de los 125 municipios en que se encuentra dividido el Estado de México, se trata de una entidad principalmente rural ubicada sobre el Valle de Quencio y cuya cabecera municipal es la población homónima de Villa Victoria. Es uno de los municipios que concentra uno de los principales cuerpos de agua que recargan de agua potable a la Ciudad de México.

## Geografía

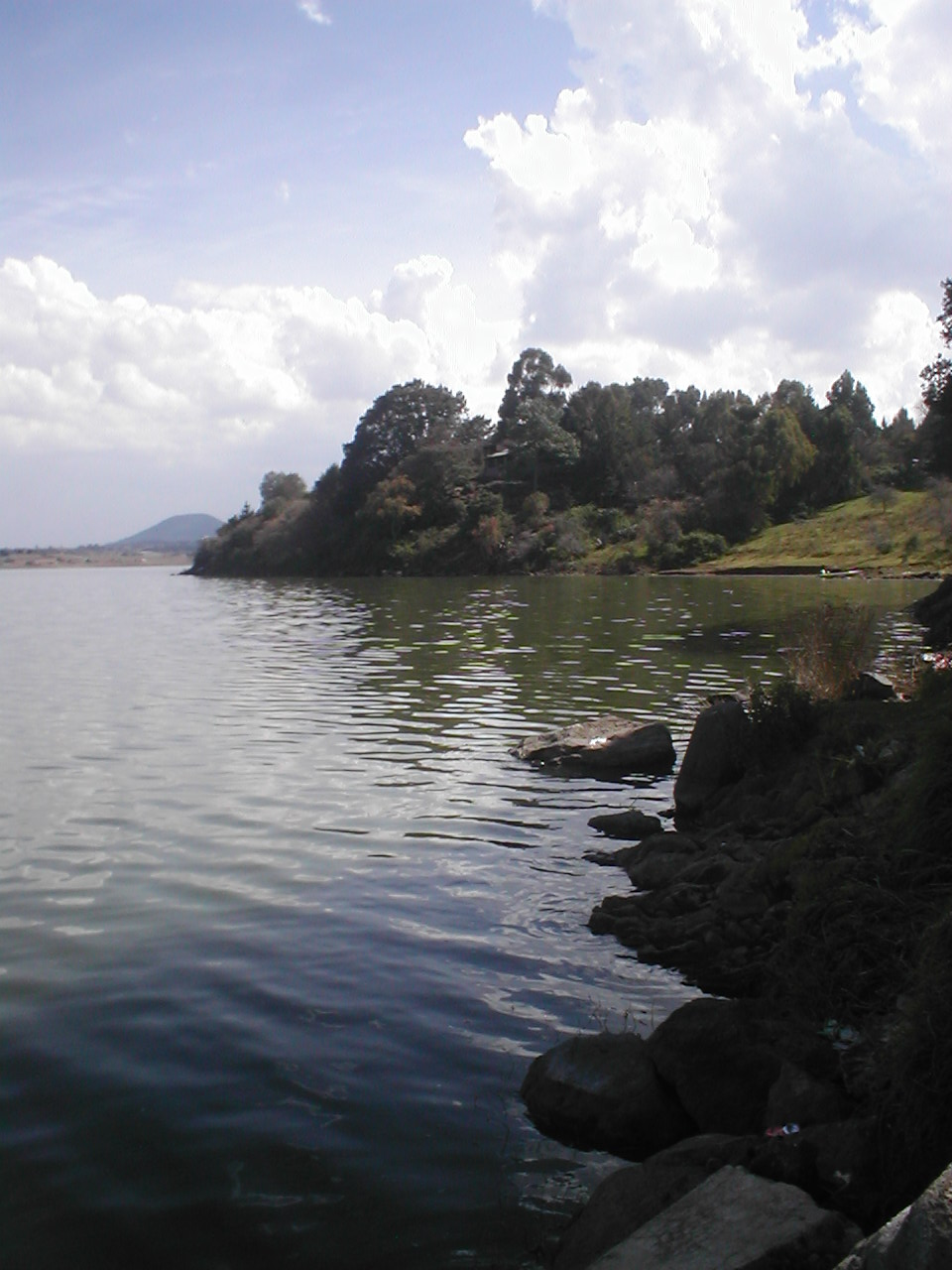
Laguna de Villa Victoria

El municipio de Villa Victoria se encuentra ubicado en el oeste del territorio del estado de México. Tiene una extensión territorial de 425.555 kilómetros cuadrados.
Su territorio limita al noroeste con el municipio de San José del Rincón y al norte con el municipio de San Felipe del Progreso; al este limita con el municipio de Almoloya de Juárez, al sur con el municipio de Amanalco y al suroeste y oeste con el municipio de Villa de Allende.

## Demografía
De acuerdo a los resultados del Censo de Población y Vivienda realizado en 2010 por el Instituto Nacional de Estadística y Geografía, la población total del municipio de Villa Victoria es de 94 369 habitantes.
La densidad poblacional del municipio es de 221.76 habitantes por kilómetro cuadrados.

### Localidades
En el municipio se encuentran un total de _ localidades, las principales y su población en 2010 son las siguientes:
| Localidad                              | Población (2010) |
| -------------------------------------- | ---------------- |
| Villa Victoria                         | 3 827            |
| San Marcos de la Loma                  | 3 401            |
| La Puerta del Pilar                    | 2 925            |
| Sitio Ejido                            | 2 725            |
| San Diego del Cerrito                  | 2 402            |
| Barrio de Centro del Cerrillo          | 2 203            |
| El Espinal                             | 1 917            |
| Santa Isabel del Monte                 | 1 823            |
| Ejido el Hospital                      | 1 743            |
| Colonia Doctor Gustavo Baz             | 1 548            |
| San Agustín Altamirano Primera Sección | 1 153            |
| Total municipio                        | 94 369           |

## Política

### Representación legislativa
Para la elección de diputados locales al Congreso del Estado de México y de diputados federales a la Cámara de Diputados federal, el municipio de Villa Victoria se encuentra integrado en los siguientes distritos electorales:
Local:
- Distrito electoral local 10 del estado de México con cabecera en Valle de Bravo.[5]

Federal:
- Distrito electoral federal 9 del estado de México con cabecera en San Felipe del Progreso.[6]